# Alice Connor
Alice Connor (ur. 2 sierpnia 1990 w Buckinghamshire w Anglii) – brytyjska aktorka. Znana głównie z roli Elle Bannon w serialu "Szpiegowska rodzinka" emitowanego na antenie Cartoon Network.